# Macroclinium lilacinum
Macroclinium lilacinum là một loài thực vật có hoa trong họ Lan. Loài này được (Kraenzl.) Christenson mô tả khoa học đầu tiên năm 1994.